# Agylla postimparilis
Agylla postimparilis là một loài bướm đêm thuộc phân họ Arctiinae, họ Erebidae.